# 1,039/Smoothed out slappy hours
1,039/Smoothed Out Slappy Hours is een collectie van eerdere opnames door de Amerikaanse band Green Day. Alhoewel vaak naar dit album gerefereerd wordt als het eerste album van Green Day, is dit niet helemaal correct. Het eerste album van Green Day was 39/Smooth. 1,039/Smoothed Out Slappy Hours bevat dat gehele album, alsook de twee eerder uitgebrachte ep's 1,000 Hours en Slappy.

## Herkomst van de nummers
- Nummer 1 – 10 van 39/Smooth (1990)
- Nummer 11 – 14 van Slappy ep (1990)
- Nummer 15 – 18 from 1,000 Hours ep (1989)
- Nummer 19 van The Big One, een compilatie met bands uit de East Bay en Los Angeles.

## Track listing
Alle songs geschreven door Billie Joe Armstrong (lyrics) en Green Day (muziek), behalve waar aangegeven.
1. "At the Library" – 2:28
2. "Don't Leave Me" – 2:39
3. "I Was There" (John Kiffmeyer) – 3:36
4. "Disappearing Boy" – 2:52
5. "Green Day" – 3:29
6. "Going to Pasalacqua" – 3:31
7. "16" – 3:24
8. "Road to Acceptance" – 3:36
9. "Rest" – 3:06
10. "The Judge's Daughter" – 2:35
11. "Paper Lanterns" – 2:25
12. "Why Do You Want Him?" – 2:33
13. "409 in Your Coffeemaker" – 2:54
14. "Knowledge" (Jesse Michaels, Tim Armstrong, Matt Freeman, Dave Mello)/(Operation Ivy) – 2:20
15. "1,000 Hours" – 2:26
16. "Dry Ice" – 3:45
17. "Only of You" – 2:46
18. "The One I Want" – 3:01
19. "I Want to be Alone" – 3:09